# Kelley Menighan Hensley
Kelley Menighan Hensley (Glenview (Illinois), 15 februari, 1967) is een Amerikaanse actrice. Ze is vooral bekend door haar rol als Emily Stewart in As the World Turns.

## Carrière
Ze speelt Emily Stewart Snyder Munson Ryan in As the World Turns al sinds 1992. Ze ontving in 2002 haar eerste Daytime Emmy nominatie in de categorie Outstanding Supporting Actress. In 2008 ontving ze een tweede nominatie in dezelfde categorie.
Hensley maakte ook een cross-over naar een andere Amerikaanse soapserie: Ze was op 27 maart, 2007 te zien als Emily Stewart in The Young and the Restless.

## Privéleven
Hensley trouwde in 1996 met collega Jon Hensley; zij hebben drie kinderen.